# Klein-Windhoek-Rivier
Das Klein-Windhoek-Rivier (englisch Klein Windhoek River) ist ein Trockenfluss bzw. Rivier in der Region Khomas in Namibia. Er durchfließt auf weiten Teilen den Osten der Hauptstadt Windhoek und ist das zweitlängste Rivier der Stadt, nach dem Arebbusch.
Mitte der 2010er Jahre begannen die Planungen, im Stadtgebiet Windhoeks das Rivier durch einen Wanderweg für die Freizeitgestaltung nutzbar zu machen.

## Flusslauf
Der Klein-Windhoek-Rivier entspringt südöstlich der Hauptstadt Windhoek auf gut 1800 m Seehöhe, im westlichen Teil der Auasberge. Der Fluss wird im Oberlauf durch den Avis-Damm gestaut. Auf der Strecke durch Windhoek durchfließt er die Stadtteile Windhoek-Ludwigsdorf und Windhoek-Eros. Anschließend fließt er über viele Kilometer, rechterhand, der Nationalstraße B1, in Richtung Norden, entlang. Ändert seinen Flusslauf in Richtung Westen und mündet schlussendlich nordwestlich von Windhoek in den Otjiseru.
Der Otjiseru mündet schließlich auf direktem Weg in den Swakop.